# Epidendrum difforme
Epidendrum difforme är en orkidéart som beskrevs av Nikolaus Joseph von Jacquin. Epidendrum difforme ingår i släktet Epidendrum och familjen orkidéer. Inga underarter finns listade i Catalogue of Life.

## Bildgalleri

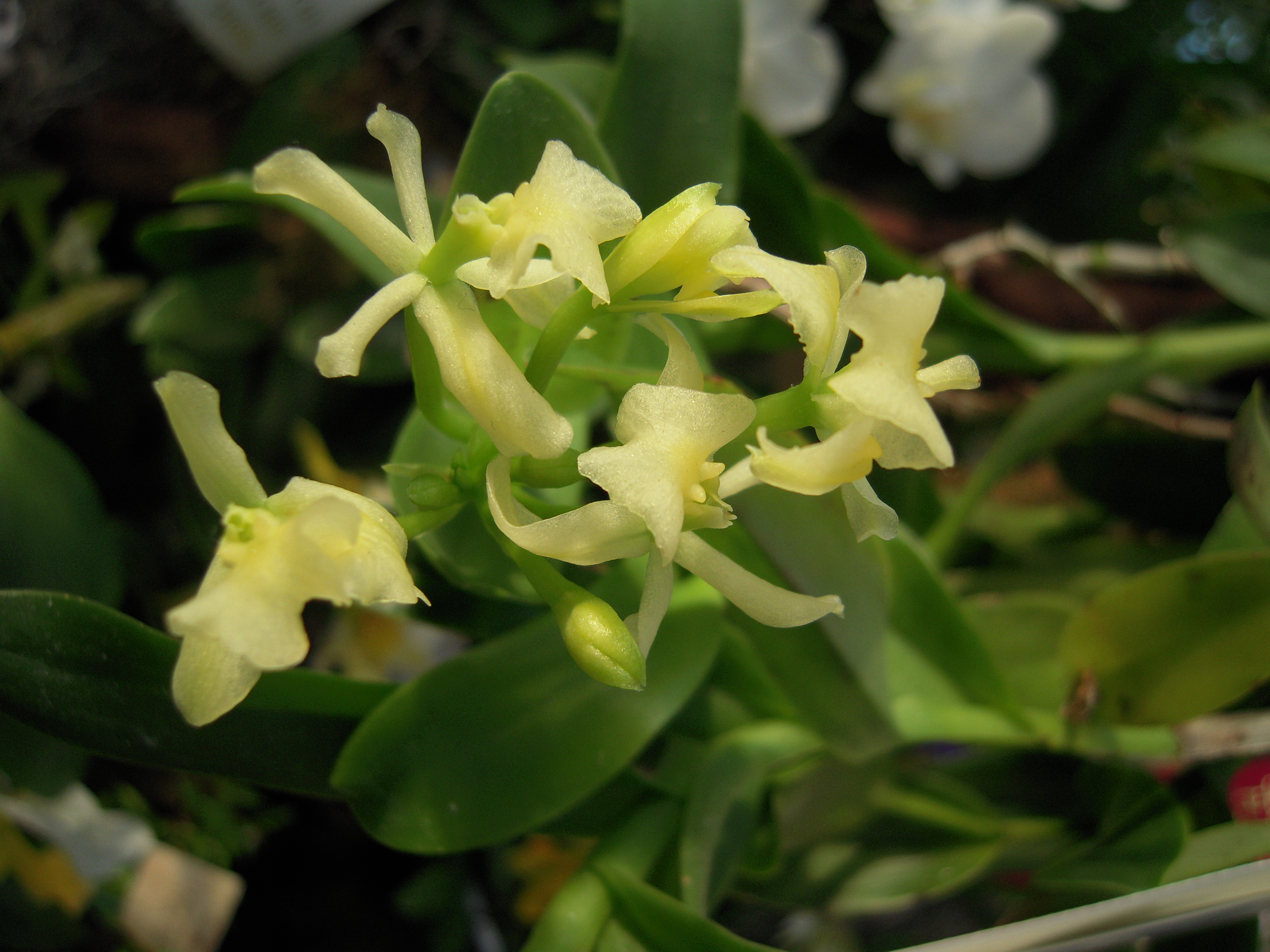
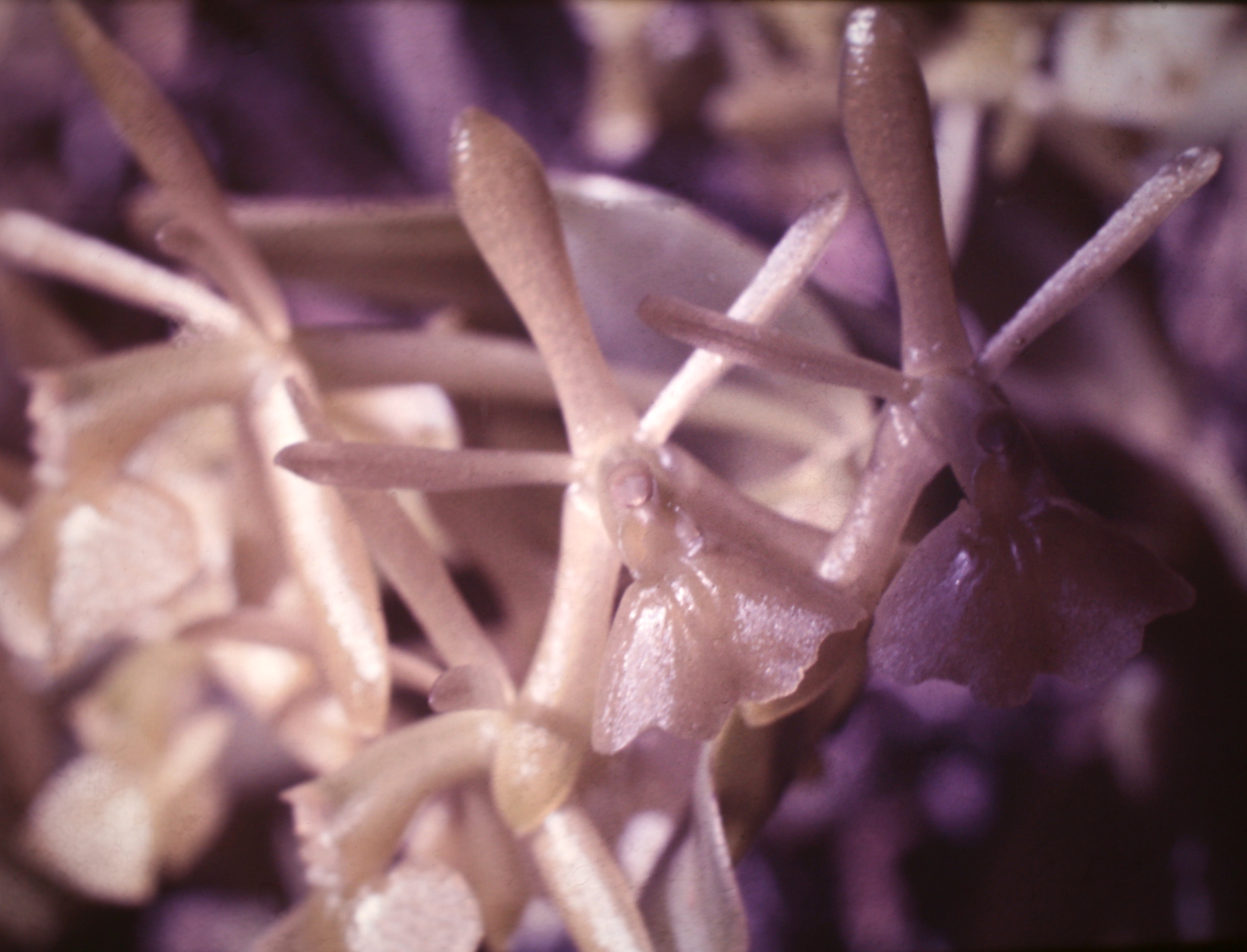
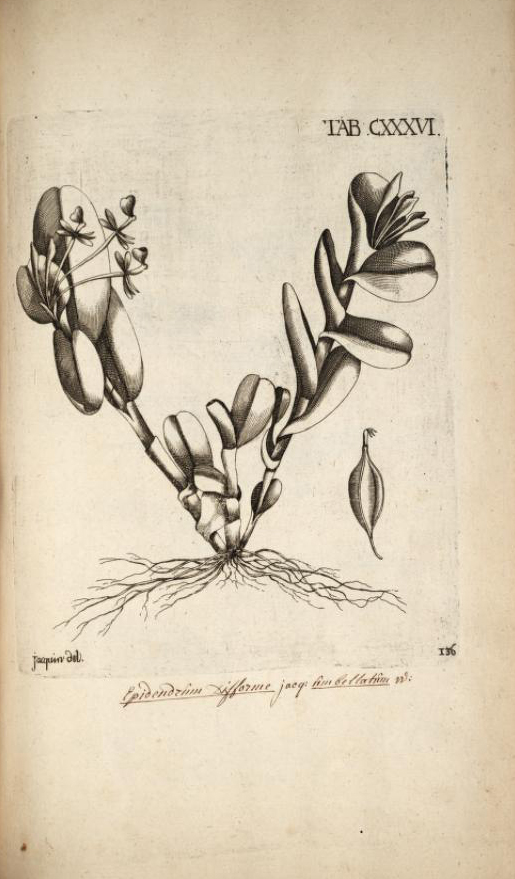